# Mettelhorn
Mettelhorn är en bergstopp i Schweiz.   Den ligger i distriktet Visp och kantonen Valais, i den södra delen av landet, 100 km söder om huvudstaden Bern. Toppen på Mettelhorn är 3 406 meter över havet, eller 266 meter över den omgivande terrängen. Bredden vid basen är 1,2 km.
Terrängen runt Mettelhorn är huvudsakligen mycket bergig. Närmaste större samhälle är Zermatt, 3,9 km söder om Mettelhorn. 
Trakten runt Mettelhorn består i huvudsak av gräsmarker. Runt Mettelhorn är det ganska glesbefolkat, med 27 invånare per kvadratkilometer.